# Poetjata
Poetjata (Russisch: Путята) was de eerste tysjatski van de Republiek Novgorod, wiens naam wordt genoemd in de Slavische kronieken. Volgens de Joachim Kroniek was hij actief tijdens de heerschappij van Vladimir de Grote en dwong hij in 990 de Novgoroders om het christelijk geloof te aanvaarden "door het zwaard", terwijl posadnik Dobrynja hen tot het christendom dwong "door het vuur". De inwoners van Novgorod, onder leiding van een magiër die hen opriep om hun oude geloof te beschermen, keerden zich echter tegen de bekeerders en joegen hen de stad uit. Poetjata verzamelde daarop 500 geoefende schutters uit het regiment van Rostov en trok 's nachts in het geheim door de Volchov de stad in. De Novoroders kwamen er te laat achter dat het niet hun eigen soldaten waren. Toen ze het uiteindelijk doorkregen, vielen ze met een mensenmenigte van 5000 man de soldaten aan en raakten in gevecht met hen buiten de stad. Poetjata wist hen echter tot de zonsondergang te weerstaan. Tegen de morgen kwam Dobrynja hem te hulp. Deze stak de huizen van de Novgoroders in brand, waarna deze terugrenden van het slagveld om huis en have te redden. Hierdoor was de strijd in het voordeel van Poetjata beslist en begon de bekering van de inwoners van de stad.